# Rami Barukh
Rami Barukh(în ebraică רמי ברוך, născut la 30 august 1955 la Haifa) este un actor
israelian de teatru, cinema și televiziune.

## Copilăria și tinerețea
Rami Barukh s-a născut și a crescut la Haifa într-o familie de evrei imigrați din România.
Conform aspirației tatălui său care dorea ca cei doi fii ai săi să beneficieze de educație academică, Rami Barukh a studiat subingineria electronică și pentru o vreme scurtă a lucrat în această profesie. La 17 ani i s-a diagnosticat  glaucom  care a lezat ochiul sau stâng, în ciuda tratamentelor.  Din cauza acestei infirmități el a fost scutit de serviciul militar. 
A început studii de teatru la Înalta Școală de artă dramatică „Beit Tzvi” din Ramat Gan, dar le-a întrerupt după trei luni. În cele din urmă a absolvit cursurile Facultății de teatru ale Universității Tel Aviv.

## Activitatea artistică
Rami Barukh joacă din anul 1986 în cadrul Teatrului de cameră (Theatron Hakameri) din Tel Aviv, unde a participat la numeroase spectacole, din repertoriul universal (Shakespeare, Cehov,Gogol, Kleist,Molière,etc) și israelian (Hanoch Levin.Yehoshua Sobol,Avraham Shlonsky etc.)  A jucat, între altele, și pe scena Teatrului Beit Lessin din Tel Aviv.
Barukh a jucat și în mai multe seriale de televiziune israeliene - „Curcubeu” 1983-1986, „Linia 300” 1997, „Dov Gruner” (unde l-a intepretat pe Menahem Beghin), „Coroana pe cap”, „Ascensorul”, „Sertarele inimii”, „Pijamale”, „Tatăl lui Ilan”, „Insula” etc 
A apărut și în mai multe filme de cinema, „Compot de pantofi” 1985, Iubitul 1985, „Instalator”, 1986,  „Vara lui Aviya” 1988, „Cântecul sirenei”, „Soldat de noapte”, „Regina clasei”,  „Tata face prostii” etc. 
Rami Barukh a participat și la dublajul în ebraică al unor seriale de televiziune pentru copii.
Rami Baruch este căsătorit cu actrița Esti Kossowietzki și are doi copii.

## Premii și distincții
- 1980 Premiul întâi la Festivalul Teatrului fringe la Akko pentru jocul în piesa Hanul cu stafii de Nathan Alterman
- 1984 - Premiul întâi la Festivalul de teatru fringe de la Akko, pentru interpretarea în piesa  Dansul lui Genghis Cohn  după Romain Gary
- 1994 - Premiul întâi la Festivalul Teatronetto la Jaffa, pentru monologul Tigrul după piesa lui Dario Fo
- 1994 Premiul-bursă Rosenblum al primăriei Tel Aviv-Yafo
- 1998 Premiul Teatrului israelian pentru rol secundar, jucat în piesa Prostituata din Ohio de Hanoch Levin
- 2001 Premiul pentru excelență în actorie „Avner Hizkiahu”
- 2008 Actorul anului pentru jocul în piesa Tresaltă-mi inima de Hanoch Levin
- de cinci ori Premiul Avraham Ben Yossef